# 大蛩螽属
大蛩螽属（学名：Megaconema）为螽斯科的一个属。

## 下属物种
本属包括以下物种：
- 黑膝大蛩螽 Megaconema geniculata (Bey-Bienko, 1962)